# Аргентинская савка
Аргентинская савка, или южноамериканская савка (лат. Oxyura vittata) — небольшая птица семейства утиных.

## Описание
Небольшая утка длиной 40—46 см, масса 550—675 граммов. У взрослых самцов в брачном оперении голова и шея чёрные, обычно без белого на подбородке, грудь, бока и верхняя часть тела насыщенные каштаново-красные, живот серебристо-белый, испещрённый серым. Подхвостье беловатое или ржавое, хвост чёрный, как и верхняя поверхность крыла, хотя могут вкрапливаться ржавые перья. Радужная оболочка тёмно-коричневая, клюв — кобальтово-синий, ноги черноватые, серо-оливковые. Самки (и неразмножающиеся самцы) сильно напоминают самок американской савки, но полосы на головы выражены резче, подбородок и горло — почти чисто-белые. У неразмножающихся самцов может быть несколько рыжих перьев на теле, которые отсутствуют у самок. Молодые птицы также сильно напоминают взрослых самок, отличаются тупыми окончаниями перьев хвоста. Птица молчалива, кроме самцов в сезон размножения. Полёт более тяжёлый и гудящий, чем у других савок.
Интересно, что у самцов аргентинской савки пенис может достигать 45 см (наличие пениса у птиц — редкое явление). Относительно размера тела пенис этой утки является самым большим среди всех позвоночных.

## Распространение
Гнездится в Чили от Атакамы до Льянкиуэ, в Аргентине от Ла-Риохи и юга Сан-Хуана до Огненной Земли, в Уругвае, и на самом юго-востоке Бразилии. Зимует на север до Парагвая и юга центральной Бразилии.
Численность оценивается до 100 000 взрослых птиц.

## Образ жизни
В Чили эта разновидность обитает на низменных озёрах, которые также используются перуанской савкой, в восточной Аргентине встречаются на больших озёрах и болотах с большими пространствами открытой воды. Если глубокие открытые придорожные болота были связаны с большими болотами, они также заселялись.

### Питание
Не изучено, но, по-видимому, в общих чертах как у американской савки.

### Размножение
В восточной Аргентине гнездится с октября по январь. По-видимому, полигамы. Токовое поведение самцов сильно отличается от ухаживаний американской савки и напоминает токование австралийской савки. Гнёзда строит в надводной растительности — это небольшая, почти плоская постройка. В кладке всего 3—5 яиц размером 65×47 мм, массой 85 граммов. Отмечались и более крупные кладки — 6—12 яиц, отложенные, по-видимому, несколькими самками. Длительность насиживания не установлена. Насиживает и водит птенцов только самка, которая, по-видимому, вскоре оставляет птенцов без присмотра.

## Охрана
Скудные данные позволяют считать этот вид птиц довольно обычным. Однако скрытный образ жизни и слабая изученность могут скрывать истинную ситуацию. Несомненно, отрицательное влияние оказывают осушение водно-болотных угодий и неконтролируемая охота.